# برایت ویو
برایت ویو (انگلیسی: BrightView) شرکت مهندسی آمریکایی است، که در سال ۲۰۱۴ تأسیس شد.